# Oberland am Rennsteig
Oberland am Rennsteig – dzielnica miasta Sonneberg w Niemczech, w kraju związkowym Turyngia, w powiecie Sonneberg. Do 30 grudnia 2013 samodzielna gmina.